# Amannda
Amanda de Aragão Pereira, mais conhecida como Amannda (Campinas, 20 de novembro de 1978), é uma cantora brasileira de música pop e eletrônica. É a única brasileira a emplacar 4 músicas na parada Dance Club da Billboard dos Estados Unidos.

## Biografia
A carreira de Amannda como cantora profissional começou em 2005, quando ela foi convidada para se apresentar na The Week São Paulo e lá ela lançou seu primeiro single, chamado "Don't Miss"  em 2007 pela primeira vez ela entrou na parada Dance Club da Billboard dos Estados Undios com a música Sound Of Your Voice atingindo a #23, em maio de 2010 ela atingiu a #14 posição da parada com a faixa Can U Hear Me, em 2012 ela atingiu a #21 posição na mesma parada com The Only One, e 2016 ela atingiu a #22 posição na parada com a faixa Tomorrow (One Last Time). A cantora é uma das precursoras da onda de música pop eletrônica no Brasil, em 2012 ela deu uma pausa na carreira por conta do nascimento da filha em 2013 ela voltou lançando o single  “Forever” parceria do Dj brasileiro Tommy Love e o super DJ americano Hector Fonseca.  Em 2017, a artista lançou o single Drunk em parceria com Nikki e Patrick Sandim. Em 2018, Amanda lançou um novo single em parceria com DJ Dan De Leon, a faixa se chama Lion Heart. Em 2014 a cantora lançou o álbum Amannda Greatest Hits pela gravadora Sony Music, o disco possui 14 faixas, todas em inglês. 

## Festivais
Em com a sua música bombando e ter se destacado na parada da Billboard, ela foi atração no Festival Divercité em Montreal no Canadá, também se apresentou no Bal n' Blanc também no Canadá. Em 2009 ela voltou ao pais e se apresentou no Prism em Toronto. Também em 2008, ela foi estrela do show da virada do Mayan Theatre em Los Angeles nos Estados Unidos. Em 2015 ela se apresentou nas paradas gays de Toronto, no Canadá, e Bogotá, na Colômbia. Amanda também se apresentou no México em 2012 e lá foi nomeada madrinha da parada gay, na Cidade do México, se apresentando para mais de 50 mil pessoas. No mesmo ano ela fez uma turnê mundial chamada The Only One Tour e passou por vários lugares da Europa, entre eles Zurique, Mikonos (Grécia), Espanha, Toscana (Italía).

## Discografia

### Álbuns
- Greatest Hits[14]

### Singles
- Lion Heart (2018)
- Drunk (2017)[15]
- Tomorrow -One Last Time(2016)[16]
- Boom boom (2015)
- The Only One (2012)
- Don't Miss (2005)